# کازومی کاوایی
کازومی کاوایی (انگلیسی: Kazumi Kawai; ۹ ژوئیهٔ ۱۹۶۴ – ۹ مهٔ ۱۹۹۷) خواننده، و بازیگر اهل ژاپن بود. وی بین سال‌های ۱۹۸۲ تا ۱۹۹۷ میلادی فعالیت می‌کرد.